# فابريسيو ويردوم
فابريسيو ويردوم (تلفظ برتغالي: /faˈbɾisju veʁˈdũ/؛ مواليد 30 يوليو 1977) هو مقاتل فنون قتالية مختلطة إسباني برازيلي وبطل يو إف سي للوزن الثقيل سابقًا يُنافس في فئة الوزن الثقيل. وهو أيضًا بطل العالم في الجيو جيتسو البرازيلية أربع مرات، وبطل العالم في الوزن الثقيل في بطولة نادي أبو ظبي للقتال مرتين وعضو في قاعة مشاهير نادي أبو ظبي للقتال. وهو يحمل الأحزمة السوداء في الجيو جيتسو البرازيلية، والجودو، والموياي تاي. نافس ويردوم في برايد، يو إف سي، وسترايك فورس، وقتال الغابة. في وقت رحيله عن يو إف سي، كان ويردوم في المركز 14 في تصنيفات يو إف سي للوزن الثقيل.

## النشأة والتعليم
ولد في بورتو أليغري، وبدأ فيردم التدريب على رياضة الجيو جيتسو البرازيلية بعد أن خنقه صديق صديقته السابق حتى فقد وعيه بحركة الخنق المثلثية. تدرب مع مارسيو كورليتا في أكاديمية بورتو أليجري، وينر بيهرينج. بعد النجاح في رياضة الجيو جيتسو البرازيلية التنافسية والمصارعة، بدأ مسيرته في فنون القتال المختلطة. انتقل إلى إسبانيا للانضمام إلى والدته، التي كانت تعيش في مدريد. بصفته حزامًا أرجوانيًا، بدأ في تدريس فن الجيو جيتسو البرازيلي في مدريد ومدن أخرى في إسبانيا. وعلى الرغم من التدريب فقط بأحزمة بيضاء وزرقاء، فقد أصبح بطل العالم في رياضة الجيو جيتسو البرازيلية، حيث تمت ترقيته إلى رتبة الحزام الأسود من قبل الأستاذ سيلفيو بيهرينج بعد ثلاث سنوات.
من عام 2003 إلى عام 2011، بلغ سجل Werdum في المصارعة الحرة غير المكتملة 32 فوزًا و13 خسارة عبر 9 بطولات دولية. وفي المنافسة في وزن 99+ كجم، فاز بالمركز الأول في بطولة ADCC العالمية في عامي 2007 و2009، والمركز الثاني في بطولة ADCC العالمية في عام 2011، والمركز الأول في بطولة IBJJF العالمية للجوجيتسو في عامي 2003 و2004، والمركز الثاني في بطولة عموم أمريكا للجوجيتسو في عام 2003، والمركز الثاني في كأس CBJJO العالمية للجوجيتسو في عام 2003.

## المدارس والتعليم
حتى نوفمبر 2006، كان فيردوم مدرب الجيو جيتسو البرازيلي لميركو فيليبوفيتش وهو مرتبط بأكاديمية فريق فيردوم للجيو جيتسو البرازيلي، التي تقع في زغرب، كرواتيا. حتى عام 2008، كان فيردوم مدربًا رئيسيًا للجيو جيتسو البرازيلي في مدريد، إسبانيا في صالة بارسيلو للملاكمة. يتدرب فيردوم حاليًا مع Kings MMA.
يقوم فيردوم حاليا بالتدريس في مدينة فينيسيا، كاليفورنيا، في مدرسته الجديدة فريق القتال في وردم.
في 4 أكتوبر 2015، وقع وردم عقدًا مع نادي القتال الشيشاني أحمد لتمثيل النادي.

## البطولات والإنجازات

### فنون القتال المختلطة
- يو إف سي
  - بطولة يو إف سي للوزن الثقيل (مرة واحدة)
  - بطولة يو إف سي للوزن الثقيل المؤقت (مرة واحدة)
  - قتال الليلة (مرة واحدة) ضد روي نيلسون
  - أداء الليلة (ثلاث مرات)  ضد مارك هنت، كين فيلاسكيز، وألكسندر غوستافسون[21]
- سترايك فورس
  - أفضل إخضاع في العام 2010 ضد فيدور إميليانينكو في 26 يونيو
  - مفاجأة العام 2010 ضد فيدور إميليانينكو في 26 يونيو
- جوائز فنون القتال المختلطة العالمية
  - أفضل إخضاع في العام 2010 ضد فيدور إميليانينكو at سترايك فورس: فيدور ضد ويردوم[22]
- شيردوغ
  - أفضل إخضاع في العام 2010 ضد فيدور إميليانينكو في 26 يونيو
  - مفاجأة العام 2010 ضد فيدور إميليانينكو في 26 يونيو
  - الفريق الثاني لكل العنف 2012
- بليتشر ريبورت
  - أفضل إخضاع في العام 2010 ضد فيدور إميليانينكو في 26 يونيو
  - مفاجأة العام 2010 ضد فيدور إميليانينكو في 26 يونيو
- إم إم إيه جونكي
  - أفضل إخضاع في شهر يونيو 2015 ضد كين فيلاسكيز[23]
- إم إم إيه فايتينغ
  - أفضل إخضاع في العام 2010 ضد فيدور إميليانينكو في 26 يونيو
- مجلة فايت!
  - مفاجأة العام 2010 ضد فيدور إميليانينكو في 26 يونيو
- فايت ماتريكس
  - مفاجأة العام 2010 ضد فيدور إميليانينكو في 26 يونيو
  - بطل الوزن الثقيل في الفنون القتالية المختلطة (مرتين)

### مصارعة إخضاع
- الاتحاد الدولي للجوجيتسو البرازيلي
  - حائز على الميدالية الذهبية في بطولة العالم للجوجيتسو IBJJF لعام 2004
  - حائز على الميدالية البرونزية المطلقة في بطولة العالم للجوجيتسو IBJJF لعام 2003
  - حائز على الميدالية الذهبية في بطولة العالم للجوجيتسو IBJJF لعام 2003
  - حائز على الميدالية الفضية المطلقة في بطولة عموم أمريكا لعام 2003
  - حائز على الميدالية البرونزية في بطولة عموم أمريكا لعام 2003
  - حائز على الميدالية البرونزية في بطولة عموم أمريكا لعام 2002
  - حائز على الميدالية البرونزية في بطولة عموم أمريكا لعام 2002 حائز على الميدالية الذهبية في بطولة عموم أمريكا لعام 2002
  - حائز على الميدالية الفضية في بطولة عالم الجوجيتسو IBJJF لعام 2001
  - حائز على الميدالية الذهبية المطلقة في بطولة عموم أمريكا لعام 2001
  - حائز على الميدالية الذهبية في بطولة عموم أمريكا لعام 2001 حائز على الميدالية الفضية في بطولة عموم أمريكا للحزام الأرجواني
  - حائز على الميدالية الذهبية في بطولة عموم أمريكا للحزام الأرجواني حائز على ميدالية
  - حائز على الميدالية الذهبية المطلقة للحزام الأزرق في بطولة العالم للجوجيتسو IBJJF لعام 2000
  - حائز على الميدالية الذهبية للحزام الأزرق في بطولة العالم للجوجيتسو IBJJF لعام 2000
  - حائز على الميدالية الذهبية للحزام الأزرق في بطولة عموم أمريكا لعام 2000
- بطولة العالم للمصارعة الخاضعة ADCC
  - حائز على الميدالية الفضية في بطولة العالم للمصارعة الخاضعة ADCC لعام 2011
  - حائز على الميدالية الذهبية في بطولة العالم للمصارعة الخاضعة ADCC لعام 2009
  - حائز على الميدالية الذهبية في بطولة العالم للمصارعة الخاضعة ADCC لعام 2007
  - حائز على الميدالية البرونزية في بطولة العالم للمصارعة الخاضعة ADCC لعام 2005
  - حائز على الميدالية البرونزية المطلقة في بطولة العالم للمصارعة الخاضعة ADCC لعام 2003
  - حائز على الميدالية الفضية في بطولة العالم للمصارعة الخاضعة ADCC لعام 2003

## حياته الشخصية
لدى فيردوم ابنتان من زوجته كارين. يجيد فيردوم البرتغالية والإنجليزية والإسبانية، حيث عاش في إسبانيا لمدة 10 سنوات، ولأن والدته من أصل إسباني. كان فيردوم معلقًا باللغة الإسبانية في يو إف سي، وغالبًا ما يأتي إلى الحلبة حاملاً العلم الإسباني، بالإضافة إلى العلم البرازيلي.
من عام 2004 إلى عام 2006، عاش وتدرب فيردوم مع ميركو فيليبوفيتش في زغرب، كرواتيا.
في يناير 2019، تصدر فيردوم عناوين الأخبار عندما أنقذ هو ومنقذ حياة مراهقين يغرقون على شاطئ بالقرب من منزله في تورانس، كاليفورنيا.
في عام 2024، كشف فيردوم أنه عانى من إصابات في المخ وندوب أثناء مسيرته في فنون القتال المختلطة، وكان يشتبه في إصابته باعتلال دماغي رضحي مزمن.

## سجل فنون القتال المختلطة
| السجل المهني |        |          |
| 36 نزال      | 24 فوز | 10 خسارة |
| ضربة قاضية   | 6      | 3        |
| إخضاع        | 12     | 0        |
| قرار القضاة  | 6      | 7        |
| تعادل        | 1      | 1        |
| بدون قرار    | 1      | 1        |

| النتيجة | السجل | الخصم | الطريقة | الحدث | التاريخ | الجولة | الوقت | المكان | الملاحظات |
| ------- | ----- | ----- | ------- | ----- | ------- | ------ | ----- | ------ | --------- |

| خسر   | 24–10–1 (1) | جونیور دوس سانتوس      | قرار القضاة (بالانقسام)            | جامبريد لفنون القتال المختلطة عارية الأيدي 5 | 8 سبتمبر 2023  | 3 | 5:00 | جاكسونفيل، فلوريدا، الولايات المتحدة       | فنون القتال المختلطة عارية الأيدي |
| ب.ف   | 24–9–1 (1)  | رينان فيريرا           | بدون فائز (انقلبت)                 | بي إف إل 3                                   | 6 مايو 2021    | 1 | 2:32 | أتلانتيك سيتي، نيو جيرسي، الولايات المتحدة | في الأصل كانت النتيجة فوزًا بالضربة الفنية القاضية (باللكمات) لفيريرا؛ وفي وقت لاحق تم تغيير القرار إلى بدون فائز بعد أن تقرر أن فيريرا استسلم بعد خنق مثلث تم تطبيقه من قبل فيردوم. |
| فاز   | 24–9–1      | ألكسندر غوستافسون      | إخضاع (الضغط على الذراع)           | يو إف سي على إي إس بي إن: ويتيكر ضد تيل      | 26 يوليو 2020  | 1 | 2:30 | أبو ظبي، الإمارات العربية المتحدة          | أداء الليلة. |
| خسر   | 23–9–1      | أليكسي أولينيك         | قرار القضاة (بالانقسام)            | يو إف سي 249                                 | 9 مايو 2020    | 3 | 5:00 | جاكسونفيل، فلوريدا، الولايات المتحدة       | |
| خسر   | 23–8–1      | ألكسندر فولكوف         | ضربة قاضية (باللكمات)              | يو إف سي ليلة القتال: ويردوم ضد فولكوف       | 17 مارس 2018   | 4 | 1:38 | لندن، إنجلترا                              | |
| فاز   | 23–7–1      | مارسين تيبورا          | قرار القضاة (بالإجماع)             | يو إف سي ليلة القتال: ويردوم ضد تيبورا       | 19 نوفمبر 2017 | 5 | 5:00 | سيدني، أستراليا                            | |
| فاز   | 22–7–1      | والت هاريس             | إخضاع (الضغط على الذراع)           | يو إف سي 216                                 | 7 أكتوبر 2017  | 1 | 1:05 | لاس فيغاس، نيفادا، الولايات المتحدة        | |
| خسر   | 21–7–1      | أليستير أوفيريم        | قرار القضاة (بالأغلبية)            | يو إف سي 213                                 | 8 يوليو 2017   | 3 | 5:00 | لاس فيغاس، نيفادا، الولايات المتحدة        | |
| فاز   | 21–6–1      | ترافيس براون           | قرار القضاة (بالإجماع)             | يو إف سي 203                                 | 10 سبتمبر 2016 | 3 | 5:00 | كليفلاند، أوهايو، الولايات المتحدة         | |
| خسر   | 20–6–1      | ستيبي ميوتيتش          | ضربة قاضية (بلكمة)                 | يو إف سي 198                                 | 14 مايو 2016   | 1 | 2:47 | كوريتيبا، البرازيل                         | خسر لقب بطولة يو إف سي للوزن الثقيل. |
| فاز   | 20–5–1      | كين فيلاسكيز           | إخضاع (خنق المقصلة)                | يو إف سي 188                                 | 13 يونيو 2015  | 3 | 2:13 | مدينة مكسيكو، المكسيك                      | فاز بلقب بطولة يو إف سي للوزن الثقيل ووحّدها. |
| فاز   | 19–5–1      | مارك هنت               | ضربة فنية قاضية (بالركبة واللكمات) | يو إف سي 180                                 | 15 نوفمبر 2014 | 2 | 2:27 | مدينة مكسيكو، المكسيك                      | فاز بلقب بطولة يو إف سي للوزن الثقيل المؤقت. أداء الليلة. |
| فاز   | 18–5–1      | ترافيس براون           | قرار القضاة (بالإجماع)             | يو إف سي على فوكس: ويردوم ضد براون           | 19 أبريل 2014  | 5 | 5:00 | أورلاندو، فلوريدا، الولايات المتحدة        | الفائز سيُنافس على لقب بطولة يو إف سي للوزن الثقيل. |
| فاز   | 17–5–1      | أنطونيو رودريجو نوغيرا | إخضاع (الضغط على الذراع)           | يو إف سي على فيول تي في: نوغيرا ضد فيردوم    | 8 يونيو 2013   | 2 | 2:41 | فورتاليزا، البرازيل                        | |
| فاز   | 16–5–1      | مايك روسو              | ضربة فنية قاضية (باللكمات)         | يو إف سي 147                                 | 23 يونيو 2012  | 1 | 2:28 | بيلو هوريزونتي، البرازيل                   | |
| فاز   | 15–5–1      | روي نيلسون             | قرار القضاة (بالإجماع)             | يو إف سي 143                                 | 4 فبراير 2012  | 3 | 5:00 | لاس فيغاس، نيفادا، الولايات المتحدة        | قتال الليلة. |
| خسر   | 14–5–1      | أليستير أوفيريم        | قرار القضاة (بالإجماع)             | سترايك فورس: أوفيريم ضد ويردوم               | 18 يونيو 2011  | 3 | 5:00 | دالاس، تكساس، الولايات المتحدة             | ربع نهائي بطولة سترايك فورس للوزن الثقيل. |
| فاز   | 14–4–1      | فيدور إميليانينكو      | إخضاع (مثلث الذراع)                | سترايك فورس: فيدور ضد ويردوم                 | 26 يونيو 2010  | 1 | 1:09 | سان خوسيه، كاليفورنيا، الولايات المتحدة    | |
| فاز   | 13–4–1      | أنطونيو سيلفا          | قرار القضاة (بالإجماع)             | سترايك فورس: فيدور ضد روجرز                  | 7 نوفمبر 2009  | 3 | 5:00 | هوفمان إستيتس، إلينوي، الولايات المتحدة    | |
| فاز   | 12–4–1      | مايك كايل              | إخضاع (خنق المقصلة)                | سترايك فورس: كارانو ضد سايبورغ               | 15 أغسطس 2009  | 1 | 1:24 | سان خوسيه، كاليفورنيا، الولايات المتحدة    | |
| خسر   | 11–4–1      | جونیور دوس سانتوس      | ضربة فنية قاضية (باللكمات)         | يو إف سي 90                                  | 25 أكتوبر 2008 | 1 | 1:20 | روسمونت، إلينوي، الولايات المتحدة          | |
| فاز   | 11–3–1      | براندون فيرا           | ضربة فنية قاضية (باللكمات)         | يو إف سي 85                                  | 7 يونيو 2008   | 1 | 4:40 | لندن، إنجلترا                              | |
| فاز   | 10–3–1      | جبريل غونزاغا          | ضربة فنية قاضية (باللكمات)         | يو إف سي 80                                  | 19 يناير 2008  | 2 | 4:34 | نيوكاسل أبون تاين، إنجلترا                 | |
| خسر   | 9–3–1       | أندراي أرلوفسكي        | قرار القضاة (بالإجماع)             | يو إف سي 70                                  | 21 أبريل 2007  | 3 | 5:00 | مانشستر، إنجلترا                           | |
| فاز   | 9–2–1       | ألكسندر إميليانينكو    | إخضاع (خنق مثلث الذراع)            | 2إتش2إتش: برايد والشرف                       | 12 نوفمبر 2006 | 1 | 3:24 | روتردام، هولندا                            | |
| خسر   | 8–2–1       | أنطونيو رودريجو نوغيرا | قرار القضاة (بالإجماع)             | برايد إف سي - العد التنازلي الحاسم المطلق    | 1 يوليو 2006   | 3 | 5:00 | سايتاما، اليابان                           | ربع نهائي بطولة برايد للوزن المفتوح للجائزة الكبرى 2006. |
| فاز   | 8–1–1       | أليستير أوفيريم        | إخضاع (كيمورا)                     | برايد إف سي - الإقصاء الكامل المطلق          | 5 مايو 2006    | 2 | 3:43 | أوساكا، اليابان                            | الجولة الافتتاحية لبطولة برايد للوزن المفتوح للجائزة الكبرى 2006. |
| فاز   | 7–1–1       | جون أولاف إينيمو       | قرار القضاة (بالإجماع)             | برايد 31 - الحالمون                          | 26 فبراير 2006 | 3 | 5:00 | سايتاما، اليابان                           | |
| خسر   | 6–1–1       | سيرجي خاريتونوف        | قرار القضاة (بالانقسام)            | برايد 30                                     | 23 أكتوبر 2005 | 3 | 5:00 | سايتاما، اليابان                           | |
| فاز   | 6–0–1       | رومان زينتسوف          | إخضاع (مثلث الذراع)                | بريد الصراع النهائي 2005                     | 28 أغسطس 2005  | 1 | 6:01 | سايتاما، اليابان                           | |
| فاز   | 5–0–1       | توم إريكسون            | إخضاع (خنق خلقي عاري)              | برايد 29                                     | 20 فبراير 2005 | 1 | 5:29 | سايتاما، اليابان                           | |
| فاز   | 4–0–1       | إبينيزار فونتيس براغا  | ضربة قاضية (بلكمة)                 | قتال في الغابة 2                             | 15 مايو 2004   | 2 | 1:28 | ماناوس، البرازيل                           | |
| فاز   | 3–0–1       | جبريل غونزاغا          | ضربة فنية قاضية (باللكمات)         | قتال في الغابة 1                             | 13 سبتمبر 2003 | 3 | 2:11 | ماناوس، البرازيل                           | |
| فاز   | 2–0–1       | كريستوف ميدوكس         | إخضاع (مثلث الذراع)                | دبليو إف إف 2: القتال العالمي المطلق 2       | 22 مارس 2003   | 1 | 4:11 | مراكش، المغرب                              | |
| تعادل | 1–0–1       | جيمس زيكيك             | تعادل                              | معركة الألفية 8                              | 22 سبتمبر 2002 | 3 | 5:00 | هاي ويكومب، إنجلترا                        | تم خصم نقطة واحدة من فيردوم بسبب ركبة غير قانونية. |
| فاز   | 1–0         | تينجيز تيدورادزي       | إخضاع (خنق المثلث)                 | معركة الألفية 7                              | 16 يونيو 2002  | 1 | غ/م  | هاي ويكومب، إنجلترا                        | |

## نزالات الدفع مقابل المشاهدة
| #  | الحدث        | القتال             | التاريخ        | المكان                 | المدينة               | المبلغ  |
| -- | ------------ | ------------------ | -------------- | ---------------------- | --------------------- | ------- |
| 1. | يو إف سي 180 | ويردوم ضد هنت      | 15 نوفمبر 2014 | مكسيكو سيتي أرينا      | مدينة مكسيكو، المكسيك | 190،000 |
| 2. | يو إف سي 188 | فيلاسكيز ضد ويردوم | 13 يونيو 2015  | مكسيكو سيتي أرينا      | مدينة مكسيكو، المكسيك | 300،000 |
| 3. | يو إف سي 198 | ويردوم ضد ميوتيتش  | 14 مايو 2016   | ملعب أرينا دي بايكسادا | كوريتيبا، البرازيل    | 217،000 |

## وصلات خارجية
- فابريسيو ويردوم على موقع يو إف سي (الإنجليزية)
- فابريسيو ويردوم على موقع شيردوغ (الإنجليزية)
- فابريسيو ويردوم على موقع Tapology.com (الإنجليزية)
- فابريسيو ويردوم على موقع IMDb (الإنجليزية)
- فابريسيو ويردوم على موقع قاعدة بيانات الفيلم (الإنجليزية)

| الإنجازات         | الإنجازات                                                          | الإنجازات          |
| ----------------- | ------------------------------------------------------------------ | ------------------ |
| سبقه كين فيلاسكيز | بطل يو إف سي للوزن الثقيل الثامنة عشر 13 يونيو 2015 – 14 مايو 2016 | تبعه ستيبي ميوتيتش |